# Попай (фільм, 1980)
«Попай» (англ. Popeye) — американський комедійний музичний фільм 1980 року режисера Роберта Альтмана з Робіном Вільямсом у головній ролі. Для Вільямса, який до цього знімався лише на телебаченні, роль моряка Попая стала першою великою роллю у кіно. Прем'єра відбулась 6 грудня 1980 року у Лос-Анджелесі.
Спеціально для зйомок фільму на острові Мальта було побудоване селище, яке згодом стало туристичною пам'яткою.

## Сюжет
У пошуках свого батька до невеликого приморського селища прибуває відважний моряк Попай. Він закохується у місцеву дівчину Олів Оіл, однак виявляється що вона вже заручена зі здорованем на ім'я Блуто. Між Попаєм та Блуто починається боротьба за дівчину, перемогти в якій Попаю допомагає шпинат.

## У ролях
- Робін Вільямс — Моряк Попай
- Шеллі Дювалл — Олів Оіл
- Пол Лоуренс Сміт — Блуто
- Пол Дулі — Вімпі
- Лінда Хант — місіс Окскирт
- Річард Лібертіні — Гізіл